# Matilda Betham-Edwards
Pour les articles homonymes, voir Betham et Edwards.
Matilda Betham-Edwards (née en 1836 à Westerfield dans le Suffolk et morte en 1919 à Hastings) était une femme de lettres britannique.

## Biographie
Issue d'une famille religieuse (son père était un prêtre anglican), elle commence à écrire dès son plus jeune âge. Charles Dickens publia son premier poème The golden lee dans son hebdomadaire littéraire  All the Year Round. Ses romans The white house by the sea (1857), Doctor Jacob (1864) et Kitty (1869) ont été traduits dans de nombreuses langues. 
Francophile, elle fut l'auteur de nombreux récits de voyage, notamment sur la France. Elle a ainsi écrit A year in Western France (1875), France of to-day (2 tomes, 1892) et de nombreux autres récits de voyage. Elle a également été une poétesse prolifique et a écrit plusieurs ouvrages pour la jeunesse.
Ses centres d'intérêt étaient variés mais une grande partie de son œuvre et de sa vie concerne la France et les français. En tant que descendante de huguenots, elle considérait la France comme sa seconde patrie et elle se donna la mission de développer la sympathie et la compréhension réciproque entre les deux pays auxquels elle était fidèle. Le gouvernement français en fit un Officier de l’Instruction publique en reconnaissance de ses efforts incessants en vue de l'établissement d'une entente cordiale authentique et durable. Elle a également été décorée à l'occasion de l'exposition franco-anglaise de 1908. Elle est souvent mentionnée dans les anthologies de poésie lesbienne même s'il n'est pas établi qu'elle ait eu des tendances homosexuelles.
Elle a également été l'éditrice scientifique d'ouvrages écrits par l'agronome britannique Arthur Young, connu notamment pour ses voyages en France entre 1787 et 1789.
Le professeur Joan Rees a écrit la seule biographie sur Matilda Betham-Edwards, publiée en 2006.

### Ouvrages personnels
- (en) Matilda Betham-Edwards, The Sylvestres, Tauchnitz, coll. « British authors », Leipzig, 1872, 360 p.
- (en) Matilda Betham-Edwards, A Year in western France, Longmans, Green and co., Londres, 1877, 346 p.
- (en) Matilda Betham-Edwards, Brother Gabriel, Hurst and Blackett, Londres, 1878
- (en) Matilda Betham-Edwards, Holidays in eastern France, Hurst and Blackett, Londres, 1879, 328 p.
- (en) Matilda Betham-Edwards, Six Life studies of famous women, Griffith and Farran, Londres, 1880, 303 p.
- (fr) Matilda Betham-Edwards (trad. C. Montorient), La Fortune de Kitty, Calmann-Lévy, Paris, 1885, 372 p.
- (en) Matilda Betham-Edwards, The roof of France, or The Causses of the Lozère, R. Bentley, Londres, 1889, 327 p.
- (en) Matilda Betham-Edwards, For one and the world : a novel, Tauchnitz, coll. « British authors », Leipzig, 1889, 296 p.
- (en) Matilda Betham-Edwards, The romance of a French parsonage or the double sacrifice, Tauchnitz, coll. « British authors », Leipzig, 1891, 287 p.
- (en) Matilda Betham-Edwards, A dream of millions, and other tales, Tauchnitz, coll. « British authors », Leipzig, 1892, 280 p.
- (en) Matilda Betham-Edwards, France of to-day : a survey, comparative and retrospective, Tauchnitz, coll. « British authors », Leipzig, 1892, 287 p.
- (en) Matilda Betham-Edwards, France of to-day : a survey, comparative and retrospective, Percival, Londres, 1892
- (en) Matilda Betham-Edwards, France of to-day : a survey comparative and retrospective (Second series), Tauchnitz, coll. « British authors », Leipzig, 1894, 287 p.
- (en) Matilda Betham-Edwards, A Romance of Dijon, Tauchnitz, coll. « British authors », Leipzig, 1895, 287 p.
- (en) Matilda Betham-Edwards, The dream-Charlotte : a story of echoes, Tauchnitz, coll. « British authors », Leipzig, 1896, 278 p.
- (en) Matilda Betham-Edwards, Reminiscences, Tauchnitz, Leipzig, 1898, 247 p.
- (en) Matilda Betham-Edwards, Anglo-French Reminiscences, Tauchnitz, Leipzig, 1900, 271 p.
- (en) Matilda Betham-Edwards, Anglo-French Reminiscences, Chapman and Hall, Londres, 1900, 314 p.
- (en) Matilda Betham-Edwards, A Suffolk courtship, Tauchnitz, coll. « British authors », Leipzig, 1900, 288 p.
- (en) Matilda Betham-Edwards, East of Paris : sketches in the Gâtinais, Bourbonnais and Champagne, Hurst and Blackett, Londres, 1902, 275 p.
- (en) Matilda Betham-Edwards, A humble lover, Tauchnitz, coll. « British authors », Leipzig, 1903, 271 p.
- (en) Matilda Betham-Edwards, Home Life in France, Methuen and co., Londres, 1905, 3e éd., 310 p.
- (en) Matilda Betham-Edwards, Literary Rambles in France, A. Constable, Londres, 1907, 276 p.
- (en) Matilda Betham-Edwards, French vignettes : a series of dramatic episodes 1787-1871, Chapman and Hall, Londres, 1909, 256 p.
- (en) Matilda Betham-Edwards, In the heart of the Vosges and other sketches, Chapman and Hall, Londres, 1911, 237 p.
- (en) Matilda Betham-Edwards, The white house by the sea, Tauchnitz, coll. « British and american authors », Leipzig, 1911, 294 p.
- (en) Matilda Betham-Edwards, Friendly Faces of Three Nationalities, Chapman and Hall, Londres, 1911, 294 p.
- (en) Matilda Betham-Edwards, In French-Africa : scenes and memories, Chapman and Hall, Londres, 1912, 324 p.
- (en) Matilda Betham-Edwards, Under the German ban in Alsace and Lorraine, J. M. Dent and sons, Londres, 1914, 214 p.
- (en) Matilda Betham-Edwards, From an Islington window : pages of reminiscent romance, Tauchnitz, coll. « British authors », Leipzig, 1914, 270 p.
- (en) Matilda Betham-Edwards, Hearts of Alsace : A story of our time, Londres, 1916, 214 p.
- (en) Matilda Betham-Edwards, Mid-Victorian Memories, J. Murray, Londres, 1919, 165 p.
- (en) Matilda Betham-Edwards (intr. C.N. Smith), The Lord of the Harvest, Boydell, Woodbridge, rééd. 1983, 135 p.  (ISBN 0-851152-18-X)

### Éditions
- (en) Arthur Young (éd. Matilda Betham-Edwards), Travels in France  by Arthur Young, during the year 1787, 1788, 1789, G. Bell and sons, Londres, 1889, 366 p.
- (en) Arthur Young (éd. Matilda Betham-Edwards), The Autobiography of Arthur Young, with selections from his correspondence, Elder Smith, Londres, 1898, 480 p.

### Biographie de Matilda Betham-Edwards
- (en) Joan Rees, Matilda Betham-Edwards : novelist, travel writer and francophile, Hastings press, Hastings, 2006, 140 p.  (ISBN 978-1-904109-01-3) [présentation en ligne]